# イシイルカ
イシイルカ（Phocoenoides dalli) はクジラ目ハクジラ亜目ネズミイルカ科イシイルカ属に属する小型のイルカである。

## 呼称

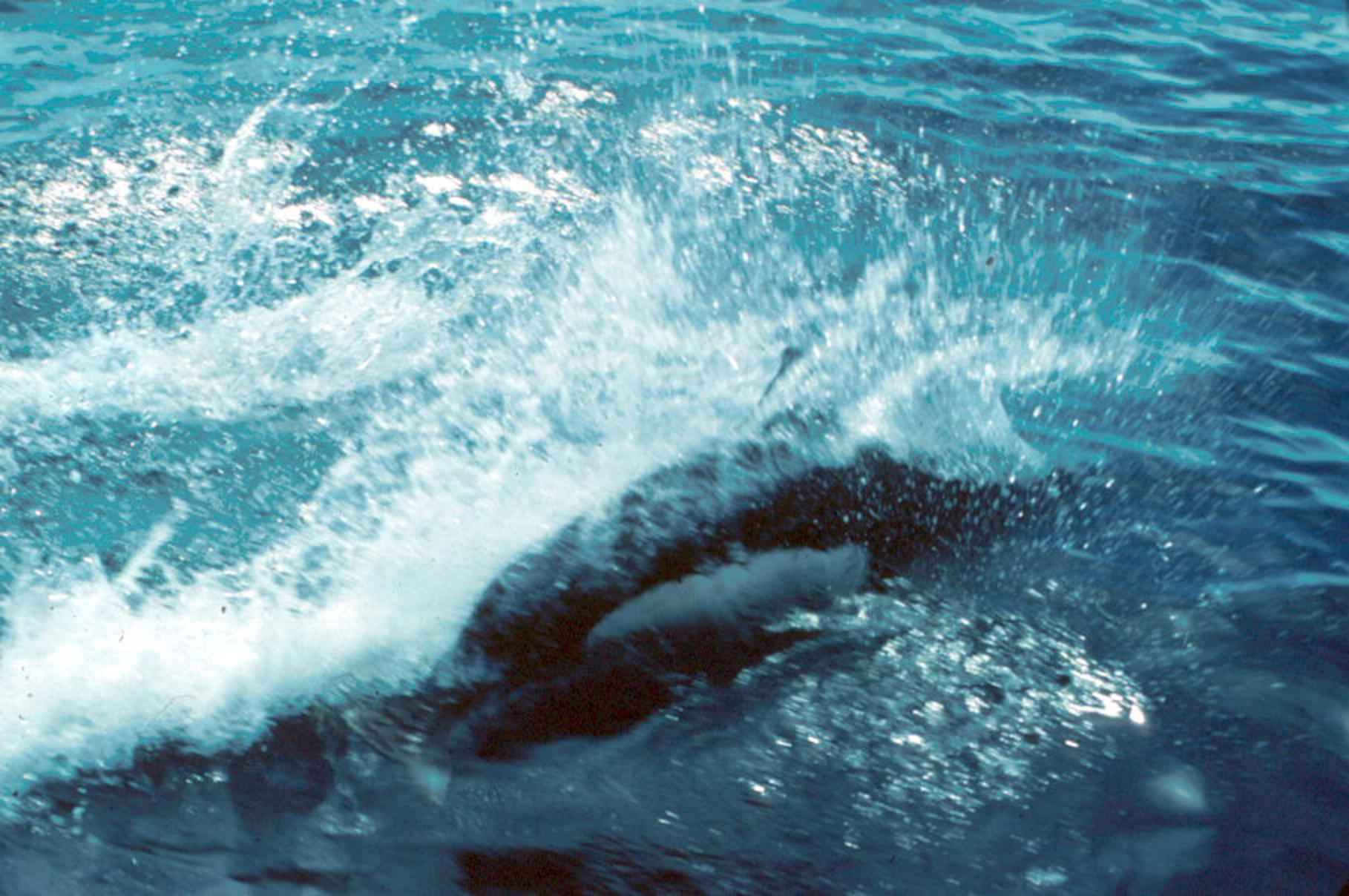
「Rooster tail（英語版）」と呼ばれる水しぶき。

種小名の「dalli」および英名の「Dall's Porpoise（ドールのネズミイルカ）」はアメリカ合衆国の動物学者のW. H. Dallに由来する。
英語における別名として、「White-flanked porpoise（白い胴体のネズミイルカ）」も存在する。
本種が「ポーポイジング」を行う際に生じる特徴的な形状の水しぶきは「Rooster tail（英語版）」と呼ばれる。

## 分類
イシイルカ属に属するのはイシイルカのみである。
模様のパターンが主に異なる2つのタイプまたは亜種が存在し、「イシイルカ（Dall's porpoise, Phocoenoides dalli dalli）」と「リクゼンイルカ（True's porpoise, Phocoenoides dalli truei）」に分類されている。

## 形態
上記の通り、主に模様が異なるイシイルカ型（Dalli型、Dalli Type）とリクゼンイルカ型（Truei型、Truei Type）の2形態が存在することが知られている。
ネズミイルカ科の中では最も大きな種類であり、体長は240センチメートル、体重は130キログラムから200キログラム程度まで成長する。子供の体長は1メートル、体重25キログラム前後である。
特徴のある体型であるため、他のクジラ目の種との識別は容易である。頭部が小さいのに対して、胴はずんぐりしている。また胸びれも小さく、頭部に近接している。背びれはほぼ中央に位置し、基部が広い三角形で、大きい。尾びれは扇形で両端は頭部方向に湾曲しており、中央に切れ込みがある。これも特徴的な形状である。体色は幾分シャチに似ている。全体的には非常に濃い灰色から黒色であり、胸びれの後方から体側にかけて白色のパッチがある。体色の境界ははっきりしている。背びれの先端は白あるいは明るい灰色、尾びれの後縁も同じく白あるいは明るい灰色である。

ヒトとの大きさ比較
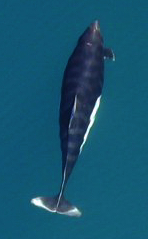
背面

## 生態

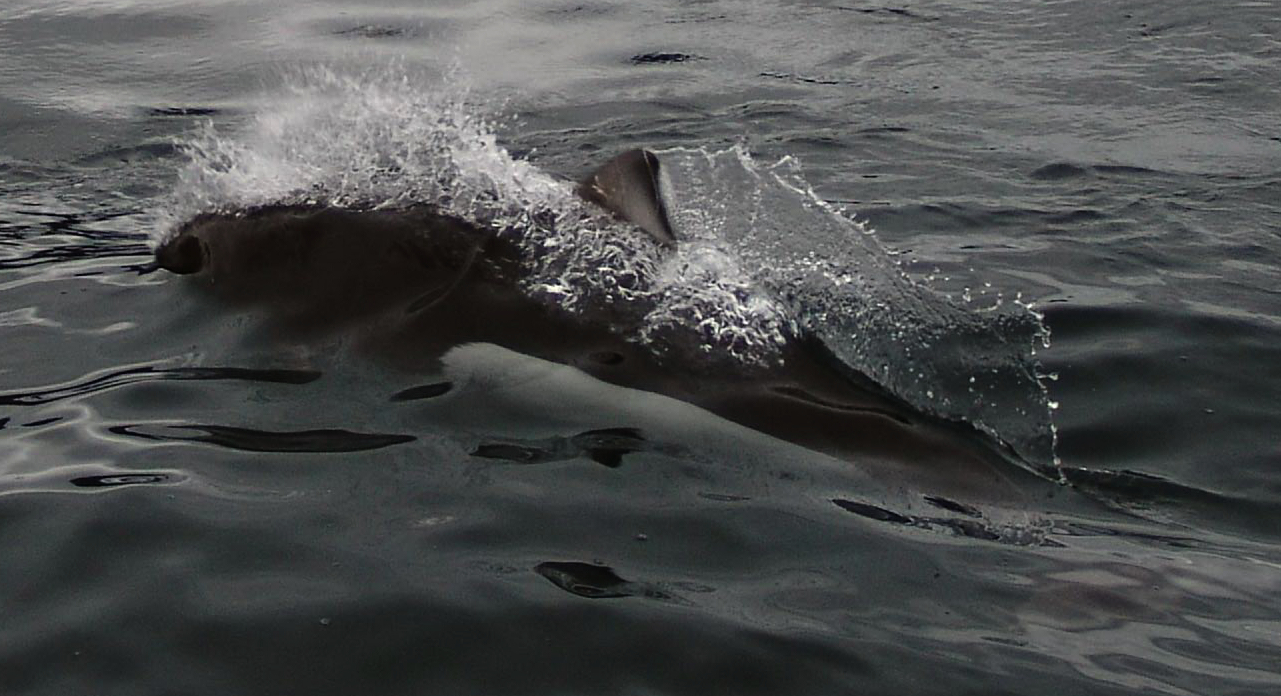
アラスカ州のプリンス・ウィリアム湾で泳ぐ個体が作り出す「Rooster tail（英語版）」。

イシイルカは非常に活発なイルカである。波しぶきを立てながら、海面すれすれを高速に、時にはジグザグに泳ぐ。また、突然海面上に現れたり、逆に急に隠れたりする。泳ぐ速度は小型のクジラ目としては最も速い部類に属し、最高で時速55キロメートル程度の速度で泳ぐことができる。
人間の船に近付き、船首波を跳ぶことが多い。しかし船の速度が遅い場合には、興味を失って船から離れることも少なくない。
2頭ないし10頭程度の小さな群を成して行動することが多い。強く結束された群というよりも、単に良い餌場に集まっているだけかもしれない。
非常に稀ではあるが、千頭以上の巨大な群を成すこともある。
寿命は15年程度である。
主に魚類や頭足類を食べる。
ニシン、イワシ、サバの群が一般的な餌である。

### 異種間交配
Bairedらは、遺伝子解析により、ブリティッシュコロンビア州で見つかった胎児がイシイルカとネズミイルカの交雑によるものであることを明らかにした[BAIRED98]。
バンクーバー島の沖において、ネズミイルカに似ており、普通とは異なる体色のイシイルカが見られるが、その起源はイシイルカとネズミイルカとの交雑であるという説もある。

## 分布
本種の主な生息域は北太平洋の寒帯や温帯の海域である。
イシイルカ型の生息域は広く、南カリフォルニア州から南日本にかけての広汎な北太平洋一帯（日本海、ベーリング海も含む）に棲息する。
リクゼンイルカ型の生息域は狭く、日本列島の北や東の太平洋の北西海域のみに棲息する。
他の多くのネズミイルカ科のイルカとは異なり、水深の深い海域を好む海洋性である。
沿岸に近付くこともあるが、それでも多くの場合には水深の深い海域に留まる。

## 生息数
正確な生息数は不明であるが、生息域においては珍しくはないと考えられている。
イシイルカは人間の船に接近してくるために、生息数を正確に調査することが困難になっている。
全生息数は数十万頭であり、おそらくオホーツク海に棲息する個体数が最大であろうと考えられている。

## 人間との関り

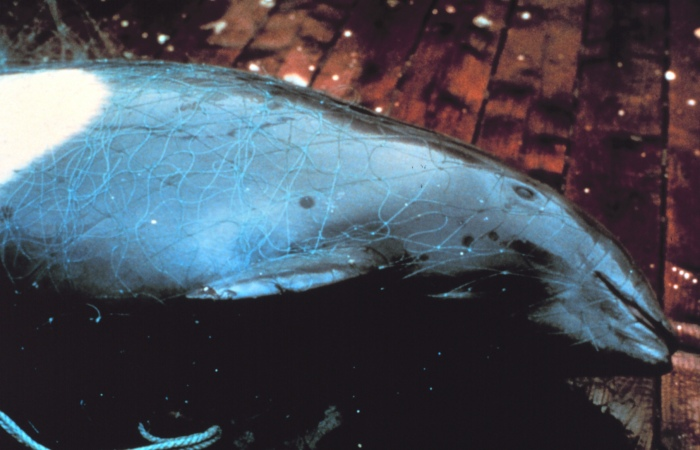
漁網による混獲の犠牲になった個体。

毎年、多くのイシイルカが漁網による混獲の被害に遭っている。
しかしながら、多くの生息域においては、生息数に致命的な影響を与えるほどの被害ではないだろうと考えられている。
より深刻な影響は日本などで行われている捕鯨による。1980年代中頃からの大型鯨類の捕鯨禁止（モラトリアム）の影響で、イシイルカなどの小型鯨類の捕獲数が激増した。1988年は4万頭が捕獲された。東日本大震災の影響により2011年以降は捕獲量が激減している。

### 日本における捕鯨状況

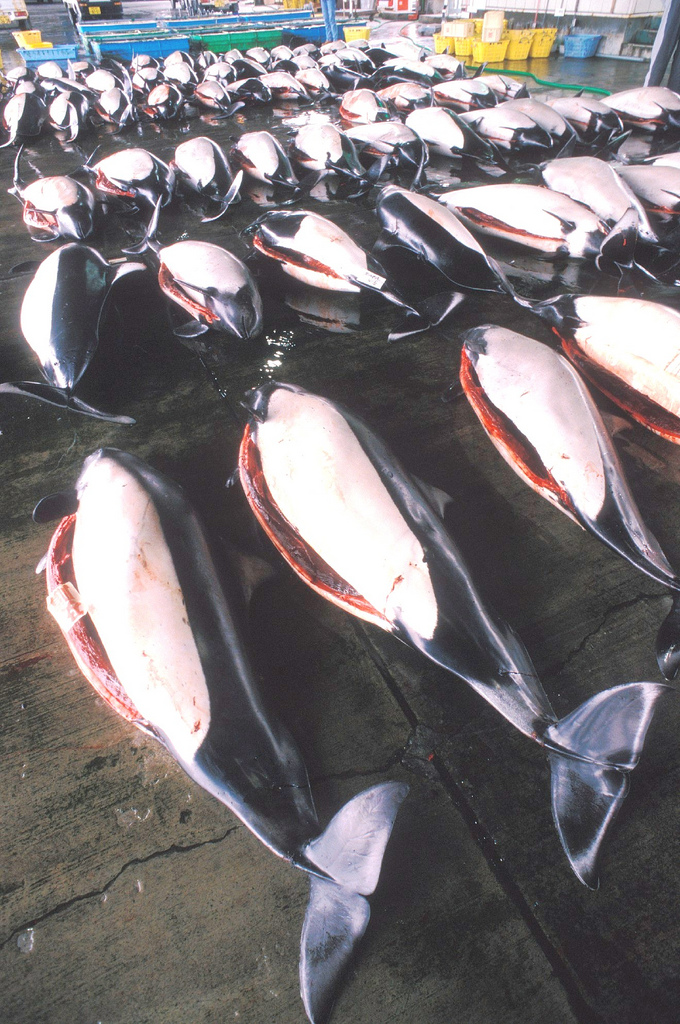
日本にて捕獲された個体。

食料として見た場合、イシイルカの体内に含まれる微量の水銀に注意する必要がある。
厚生労働省は、イシイルカを妊婦が摂食量を注意すべき魚介類の一つとして挙げており、2005年11月2日の発表では、1回に食べる量を約80グラムとした場合、イシイルカの摂食は週に2回まで（1週間当たり160グラム程度）を目安としている。
水産研究・教育機構によるデータ（ストランディングや混獲を含まず）。
| 年   | イシイルカ型(頭) | リクゼンイルカ型(頭) | 型不明(頭) | 合計(頭) |
| ---- | ---------------- | -------------------- | ---------- | -------- |
| 1979 | -                | -                    | 6,872      | 6,872    |
| 1980 | -                | -                    | 6,718      | 6,718    |
| 1981 | -                | -                    | 10         | 10       |
| 1982 | -                | -                    | 12,833     | 12,833   |
| 1983 | -                | -                    | 12,776     | 12,776   |
| 1984 | -                | -                    | 9,764      | 9,764    |
| 1985 | -                | -                    | 10,378     | 10,378   |
| 1986 | -                | -                    | 16,515     | 16,515   |
| 1987 | -                | -                    | 25,600     | 25,600   |
| 1988 | -                | -                    | 40,367     | 40,367   |
| 1989 | 18,953           | 13,095               | -          | 32,048   |
| 1990 | 9,360            | 12,442               | -          | 21,802   |
| 1991 | 4,671            | 6,457                | 6,506      | 17,634   |
| 1992 | 3,394            | 8,009                | -          | 11,403   |
| 1993 | 5,731            | 8,587                | -          | 14,318   |
| 1994 | 8,093            | 7,854                | -          | 15,947   |
| 1995 | 7,002            | 5,394                | -          | 12,396   |
| 1996 | 8,038            | 8,062                | -          | 16,100   |
| 1997 | 8,533            | 10,007               | -          | 18,540   |
| 1998 | 5,303            | 6,082                | -          | 11,385   |
| 1999 | 6,379            | 8,428                | -          | 14,807   |
| 2000 | 7,513            | 8,658                | -          | 16,171   |
| 2001 | 8,430            | 8,422                | -          | 16,852   |
| 2002 | 7,614            | 8,335                | -          | 15,949   |
| 2003 | 8,308            | 7,412                | -          | 15,720   |
| 2004 | 4,614            | 9,175                | -          | 13,789   |
| 2005 | 6,880            | 7,784                | -          | 14,664   |
| 2006 | 4,212            | 7,802                | -          | 12,014   |
| 2007 | 4,070            | 7,287                | -          | 11,357   |
| 2008 | 2,594            | 4,632                | -          | 7,226    |
| 2009 | 1,773            | 7,767                | -          | 9,540    |
| 2010 | 1,256            | 3,663                | -          | 4,919    |
| 2011 | 89               | 1,863                | -          | 1,952    |
| 2012 | 29               | 376                  | -          | 405      |
| 2013 | 95               | 1,198                | -          | 1,293    |
| 2014 | 16               | 1,620                | -          | 1,636    |
| 2015 | 15               | 1,577                | -          | 1,592    |
| 2016 | 1                | 1,058                | -          | 1,059    |